# Neumühle (Schnabelwaid)
Neumühle (oberfränkisch: Schoognml) ist ein Gemeindeteil des Marktes Schnabelwaid im Landkreis Bayreuth (Oberfranken, Bayern). Neumühle liegt in der Gemarkung Preunersfeld.

## Lage
Der Weiler liegt an einem namenlosen rechten Zufluss des Roten Mains, der unmittelbar nördlich in diesen mündet. Im Süden liegt das Naturschutzgebiet Craimoosweiher. Eine Gemeindeverbindungsstraße führt nach Gottsfeld zur Staatsstraße 2184 (1,9 km nördlich) bzw. zur Bundesstraße 2 (0,3 km südlich).

## Geschichte
Der Ort wurde 1619 als „Neumühl“ erstmals urkundlich erwähnt. Die Mühle gehörte zu diesem Zeitpunkt einem Hans Vörster, der ein „Marggrävischer“ Müller war.
Mit dem Gemeindeedikt (frühes 19. Jahrhundert) wurde Neumühle dem Steuerdistrikt Creußen und der Ruralgemeinde Zips zugewiesen. Im Zuge der Gebietsreform in Bayern wurde Neumühle am 1. Mai 1978 nach Schnabelwaid eingegliedert.